# Valenciennea sexguttata
Valenciennea sexguttata är en fiskart som först beskrevs av Valenciennes, 1837.  Valenciennea sexguttata ingår i släktet Valenciennea och familjen smörbultsfiskar. Inga underarter finns listade i Catalogue of Life.

## Bildgalleri

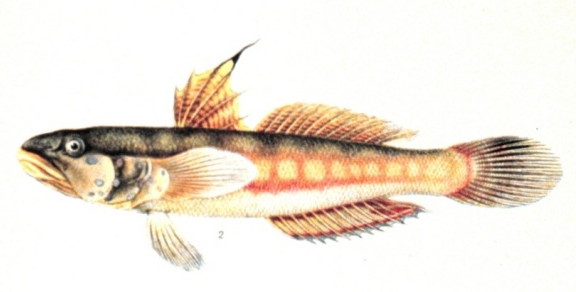
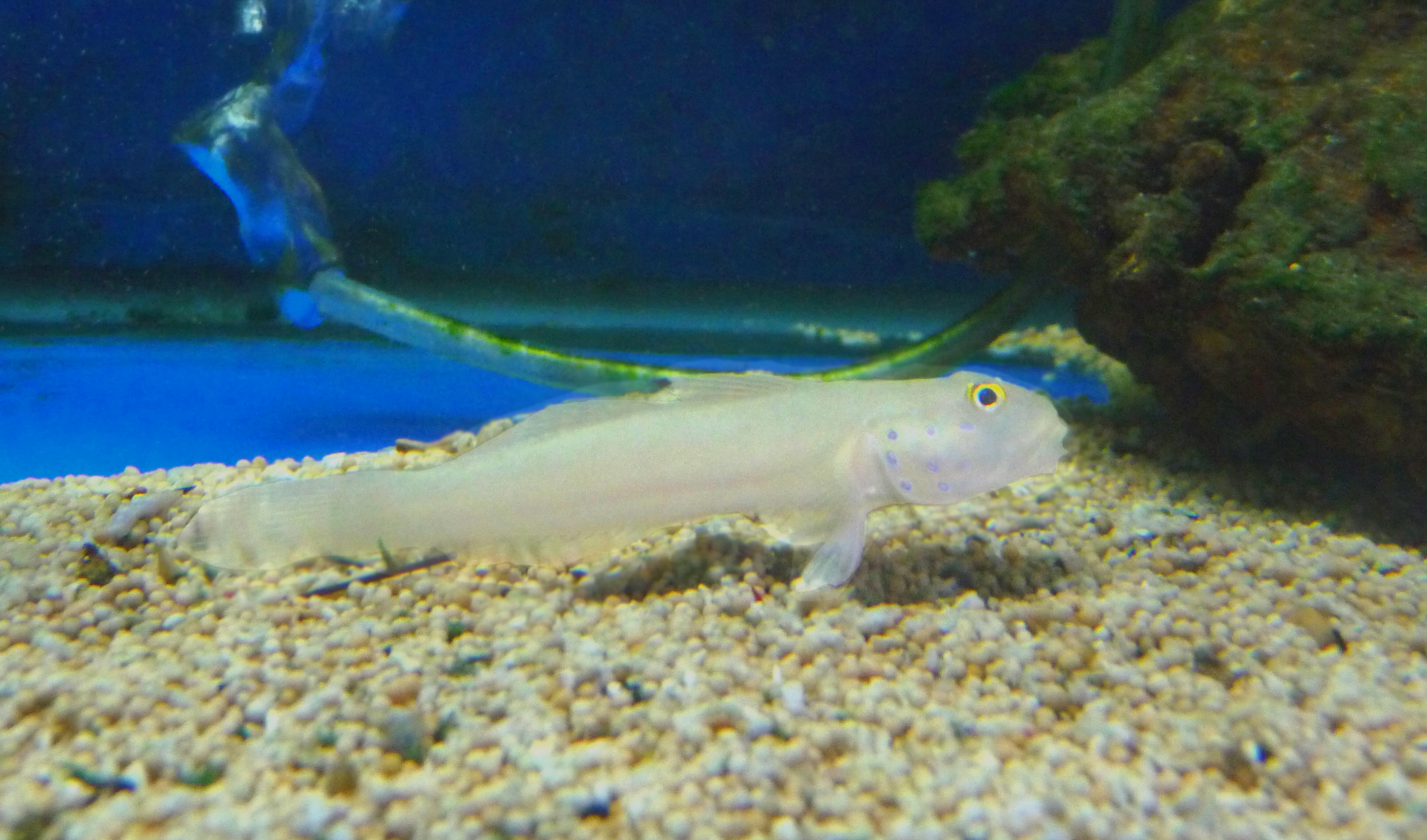